# Priscila
Priscila Flor da Silva, med artistnamnet Pricila, född 22 augusti 2004 i Brasilia, är en brasiliansk fotbollsspelare.

## Karriär
Priscila inledde sin seniorkarriär i SC Internacional år 2021. 2024 flyttade hon till Club América. Hon debuterade i Brasiliens landslag år 2023, och ingick i det lag som vid olympiska sommarspelen 2024 i Paris tog silver efter att ha finalen mot USA.